# 572

## Esdeveniments
- El cessament del tribut pagat per Justí II propicia el reinici de les hostilitats entre els romans d'Orient i els perses.
- Els llombards conquereixen Pavia.
- Els llombards assetgen Ravenna.[1]
- Còrdova és assetjada pels visigots.